# 大野左紀子
大野 左紀子（おおの さきこ、1959年 - ）は、日本の元アーティスト、文筆家。

## 人物・来歴
名古屋市生まれ。1982年東京藝術大学美術学部彫刻科卒業。1983年から2002年まで創作活動を行う、2003年からは文筆家に転向した。

## 著書
（単著）
- 『モテと純愛は両立するか?』夏目書房、2006年、ISBN 4860620496。
- 『アーティスト症候群 アートと職人、クリエイターと芸能人』明治書院、2008年、ISBN 9784625684067。
  - 『アーティスト症候群 アートと職人、クリエイターと芸能人』 河出文庫、2011年、ISBN 9784309410944。
- 『「女」が邪魔をする』光文社、2009年、ISBN 9784334975753。
- 『アート・ヒステリー なんでもかんでもアートな国・ニッポン』河出書房新社、2012年、ISBN 9784309021331。
- 『あなたたちはあちら、わたしはこちら』大洋図書、2015年、ISBN 9784813022633。

（共著）
- 『高学歴女子の貧困 ― 女子は学歴で「幸せ」になれるか?』大理奈穂子、栗田隆子、水月昭道共著、水月昭道 監修、光文社〈光文社新書〉、2014年、ISBN 9784334037840。

（分担執筆）
- 「「日本の美術に埋め込まれた〈ラッセン〉という外傷」展 」『ラッセンとは何だったのか? = Essays on works and reception of Lassen in Japan. ― 消費とアートを越えた「先」』原田裕規 編著、フィルムアート社、2013年、ISBN 9784845913145。
- 「美大における学び」『現代アートの本当の学び方』フィルムアート社 編、フィルムアート社、2014年、ISBN 9784845913268。
- 『自称・救援ノート（第二版）』[2]『言葉は文字通りに受け取らねばならない』自称・救援連絡センター、2023年。ISBN無、国立国会図書館書誌ID:033195214、正誤表[3][4]